# Faina
Faina – imię żeńskie niejasnego pochodzenia, być może wywodzące się od gr. imienia mitologicznego Φαεννα (Phaenna), pochodzącego od φαεινος (phaeinos) – "błyszczący, lśniący". Imię to było przede wszystkim używane w Rosji. Jego patronką jest św. Faina, wspominana razem ze św. Aleksandrą, Klaudią, Eufrazją, Matroną, Julitą, Tekuzą i Teodotem.
Faina imieniny obchodzi 18 maja.
Znane osoby noszące imię Faina:
- Faina Jepifanowa (1907–1988) – radziecka animatorka oraz reżyser filmów animowanych
- Faina Kirschenbaum (ur. 1955) – izraelska polityk, w latach 2013–2015 wiceminister spraw wewnętrznych Izraela
- Faina Mielnik (1945–2016) – radziecka lekkoatletka, trenerka i dentystka pochodzenia żydowskiego, wielokrotna rekordzistka świata w rzucie dyskiem
- Faina Raniewska (1896–1984) – radziecka aktorka teatralna, głosowa i filmowa